# Comostolopsis subsimplex
Comostolopsis subsimplex is een vlinder uit de familie spanners (Geometridae). De wetenschappelijke naam van deze soort is voor het eerst geldig gepubliceerd in 1913 door Prout.
De soort komt voor in tropisch Afrika.